# 디셉션 (2013년 드라마)
《디셉션》(Deception)은 2013년 NBC에서 방영된 드라마이다.

## 등장인물

### 주연
- 조애나 로커스토 (미건 굿)
- 로버트 바워스 (빅터 가버)
- 소피아 바워스 (캐서린 라나사)
- 에드워드 바워스 (테이트 도너번)
- 밀라 바워스 (엘라 레이 펙)
- 윌 모레노 (라즈 알론소)
- 줄리언 바워스 (웨스 브라운)
- 서맨사 바워스 (매린 힝클)

### 조연
- 비비언 바워스 (브리 윌리엄슨)
- 톰 밴더필드 (제프리 캔터)
- 드와이트 해버스톡 (존 라로켓)
- 베벌리 패짓 (S. 이페서 머커슨)
- 카일 패럴 (데이비드 A. 그레고리)
- 니콜 피솃 (애나 우드)